# Cessford Castle

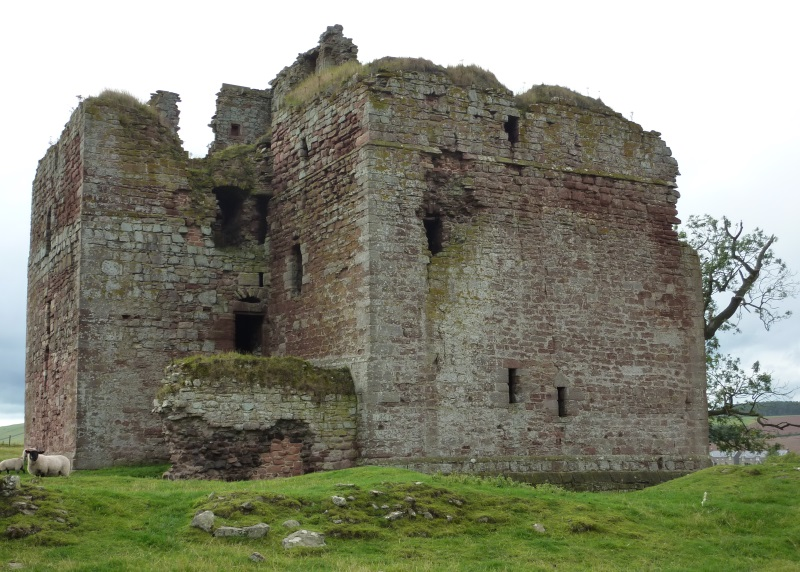
Cessford Castle: in de hoek van de "L" is een restant van de muur te zien die deel uitmaakte van de valse barbacane. Net erboven is de hoger gelegen toegang tot de vleugel te zien.

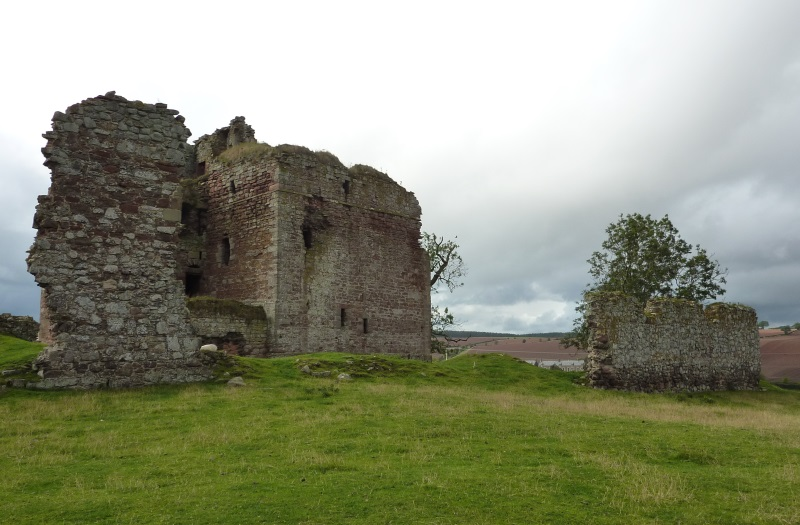
Om Cessford Castle heen zijn slechts een paar stukken muur van de oorspronkelijke ommuring overgebleven.

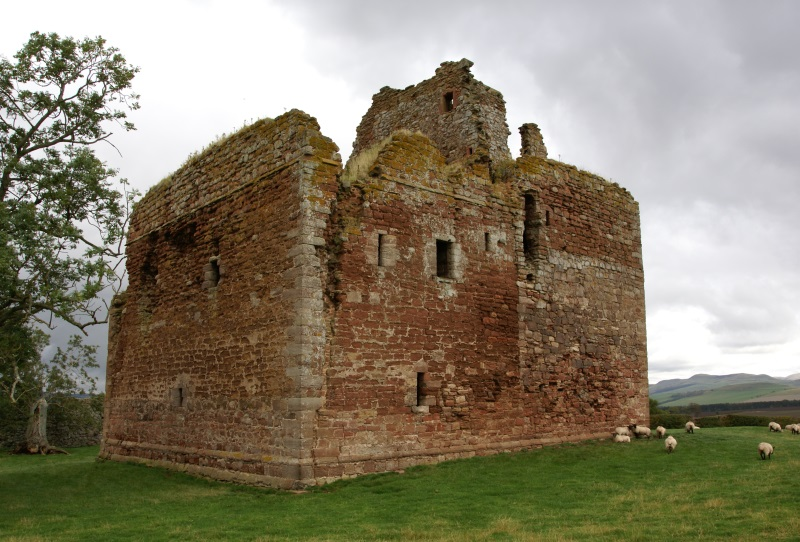
Cessford Castle gezien vanuit het westen.

Cessford Castle is (de ruïne van) een vijftiende-eeuws kasteel dat in de zestiende eeuw is aangepast, gelegen 0,4 kilometer ten noordoosten van Cessford, acht kilometer ten zuiden van Kelso in de Schotse regio Scottish Borders.

## Geschiedenis
In de veertiende eeuw waren de landerijen in handen van de familie Sinclair. In de vijftiende eeuw kwamen deze in het bezit van de familie Kerr van Altonburn. Het was vermoedelijk deze familie die Cessford Castle bouwde.  Waarschijnlijk gebeurde dit rond 1450.
Sir Andrew Kerr van Cessford vocht mee in de Slag bij Flodden in 1513, overleefde deze slag en kreeg de titel van Warden of the Marches (Bewaker van de Grensgebieden). In 1519 werd Cessford Castle door de Engelsen beschadigd. 
Toen de graaf van Surrey het kasteel in 1523 belegerde, noemde hij het het derde sterkste kasteel van Schotland, na Dunbar Castle en Fast Castle. In het verslag van de belegering wordt veel verteld over de verdedigingswerken, zoals de aarden bank om het kasteel en een barbacane met nog een barbicane om de toegang tot de woontoren te verdedigen. 
Het kasteel werd geslecht nadat het was overgegeven zonder een serieus gevecht, hoewel de Engelse aanvoerder niet had verwacht het kasteel te kunnen veroveren. Het kasteel werd weer hersteld om in 1543 af te branden en in 1544 weer beschadigd te worden, dit keer door de graaf van Hertford. Ook deze Engelse aanvoerder schatte in dat het kasteel moeilijk te veroveren zou zijn. In 1545 werd het kasteel wederom in brand gestoken toen bleek dat de muren van het kasteel te dik waren om te ondermijnen. De beschadigingen die het kasteel opliep in al deze gebeurtenissen, zal de kracht van de verdediging permanent hebben verminderd en op zijn minst het kasteel deels geruïneerd hebben.
Sir Walter Kerr, eveneens Warden of the Marches, werd naar Frankrijk verbannen voor zijn betrokkenheid bij de moord op Walter Scott van Buccleuch in 1552. Hij was een tegenstander van Mary, Queen of Scots.
De familie Kerr kreeg de titel van graaf van Roxburghe, en later die van hertog van Roxburghe. 
Rond 1600 werden de bovenste delen van de woontoren drastisch verbouwd.
Rond 1650 werd het kasteel verlaten. Het kasteel werd als steengroeve gebruikt voor de bouw van Floors Castle in de jaren twintig van de achttiende eeuw.

## Bouw
Cessford Castle is gelegen op een vlakke heuvel die uitkijkt over de vallei van Kale Water en over de Cheviot Hills. Het was een van de sterkste kastelen in de Middle Marches (de Middelste Grensgebieden).
Cessford Castle is voornamelijk opgetrokken uit rode zandsteen. Het kasteel heeft een L-vormige plattegrond, waarbij het hoofdblok min of meer noord-zuid is georiënteerd. De muren van het hoofdblok waren gemiddeld 3,9 meter in dikte en het hoofdblok was 19,4 meter bij 13,8 meter groot. De vleugel, die richting het oosten was gebouwd, was 11,0 meter breed en 6,7 meter lang (in oostelijke richting).
Toen het kasteel gebouwd werd, bestond het hoofdblok uit een begane grond met gewelfde entresol, een gewelfde hal en minstens één verdieping erboven. De vleugel bestond uit vier verdiepingen, waarvan drie gewelfd waren, met vermoedelijk daarboven nog een of twee verdiepingen. Een wenteltrap gaf toegang tot alle verdiepingen en waarschijnlijk ook tot een borstwering.
De huidige vorm van het kasteel dateert uit circa 1600 toen het kasteel verbouwd werd. De noordelijke, westelijke en zuidelijke muren van het hoofdblok werden verlaagd en direct boven het gewelf van de hal van een dak voorzien. Tegelijkertijd werden de bovenste verdiepingen van de vleugel herbouwd en verbonden met vroegere kamers in de oostelijke muren van het hoofdblok.
De woontoren had twee toegangen (een toegang op de begane grond en een hogere toegang) met zowel binnen- als buitendeuren, beide gesitueerd in de hoek waar het hoofdblok en de vleugel elkaar ontmoeten. Niet lang voor de belegering van 1523 was een extra verdediging van de toegangen gerealiseerd door een constructie die door de graaf van Surrey werd omschreven als een 'valse barbacane', die eigenlijk niets meer was dan een muur van vier tot vijf meter hoog, voorzien van schietgaten en een poort. Van deze valse barbacane is vrijwel niets over.
De toegang op de begane grond leidde naar het hoofdblok, terwijl de hogere toegang, die enkel benaderd kon worden met een houten trap, leidde naar de vleugel. Beide toegangen werden vermoedelijk door een houten galerij beschermd.
De begane grond van het hoofdblok diende als opslagruimte, net als de entresol. Op de begane grond van de vleugel bevonden drie kleine ruimtes, waarvan er twee diende als wachtkamers en eentje als onverlichte gevangenis; oorspronkelijk was deze laatste ruimte enkel toegankelijk via een luik in het plafond; wellicht diende de ruimte erboven ook als gevangenis. Op de eerste verdieping van het hoofdblok bevond zich de 12,2 meter lange hal, die oorspronkelijk een hoogte had van 6,1 meter. De hal had vier grote ramen verdeeld over drie zijden, die op een na voorzien waren van stenen banken. In het midden van de noordelijke muur bevond zich een bewerkte haard, geflankeerd door twee kamertjes in de muren, waarvan eentje een latrine was en de andere vermoedelijk een opbergruimte. Deze ruimtes waren niet direct benaderbaar uit de hal, de toegang bevond zich in het gangetje naar een raam toe. In de zuidwestelijke hoek van de hal bevond zich een derde kamertje; in de zuidoostelijke hoek was de toegang tot de wenteltrap. Op ongeveer de hoogte van de hal bevond zich in de vleugel de keuken, die een eigen haard en oven had. De enige natuurlijke verlichting is de keuken was afkomstig van een smal raam in de oostelijke muur. Boven de keuken bevond zich een kamer inclusief latrine, wellicht voor de kasteelbeheerder.
De inrichting van de hogere verdiepingen van het hoofdblok zijn onbekend, maar wellicht bevonden zich daar de kamers voor de heer van het kasteel en een tweede hal.
Aan de noordzijde van de woontoren bevinden zich de resten van een buitengebouw van twee verdiepingen, dat wellicht in de late zestiende of vroege zeventiende eeuw was omgebouwd tot woonvertrekken.
Het kasteel wordt omsloten door de overblijfselen van een ommuring en de resten van een muur en greppel daar omheen. De muren hebben op sommige plaatsen nog een dikte van 3,7 meter. De muur moet oorspronkelijk een rechthoek van ongeveer 66 meter bij 73 meter (noord bij zuid) hebben omsloten.

## Beheer
Cessford Castle is onderdeel van de Roxburghe Estates, eigendom van de hertog van Roxeburghe. De ruïne is gevaarlijk bouwvallig.